# ATSV Linz
Ne doit pas être confondu avec HC Linz AG.
L’ATSV Linz est un club de handball situé à Linz en Autriche. 

## Palmarès
- Championnat d'Autriche à onze (en) (9) : 1947, 1951, 1952, 1954[2], 1961, 1962, 1963, 1964 et 1965
- Championnat d'Autriche à sept (1) : 1960-61[3],[4]